# Азеотроп
Азеотропът (или азеотропна смес) е смес от (летливи) компоненти, която не може да се раздели чрез дестилация. Причината за това е, че течността (сместа) и парите, намиращи се в равновесие с нея, имат еднакъв състав. Типичен пример е сместа етанол + вода, която има азеотроп при около 95,6 масови процента етанол.
Азеотропните смеси имат характерна температура на кипене, която е или по-висока или по-ниска от температурата на кипене на кой да е от компонентите. В зависимост от поведението на системите в P-x-y и T-x-y диаграмите, те се делят на системи с:
1. минимум в налягането(максимум в температурата), (напр. азотна киселина + вода, 69% азотна киселина, Т = 120 °C);
2. максиумум в налягането(минимум в температурата), (напр. етанол + вода, 95,6% етанол, Т = 78,2 °C).

Причината за образуването на азеотропни смеси са големите отклонения на парциалните налягания на компонентите от закона на Раул (неидеалното поведение). Смесите на компоненти близки по характер и свойства (например смес от алкани и пр.) обикновено са идеални и не образуват азеотропи.
При разделяне на смес от етанол и вода чрез дестилация/ректификация, максималната концентрация на етанола, която може да се достигне на върха на колоната, е тази на азеотропа. По-нататъшно разделяне на компонентите е възможно само със специални методи, например: сушене с безводен меден сулфат, (калциев оксид, калциев дихлорид), дестилация с две колони при различни налягания, азеотропна дестилация и други.